# المحجل (حجة)
المحجل هي إحدى قرى الجمهورية اليمنية. وهي تتبع جغرافيًا لمحافظة حجة. وإداريًا لمديرية كحلان الشرف. يبلغ تعداد سكانها 1448 نسمة حسب الإحصاء الذي جرى عام 2004.